# الإسلام حسب البلد

توزيع المسلمين في الإسلام حسب البلد العالم بالنسبة المئوية (مركز بيو للدراسات، 2014)

 يشكل الإسلام ثاني أكبر دين في العالم. وفقا لدراسة أجريت في عام 2023، يبلغ تعداد المسلمين 2 مليار شخص ويشكلون حوالي 25% من سكان العالم. معظم المسلمين إما من اثنين من الطوائف: السنة (80-90%، تقريبا 1.5 مليار نسمة) أو الشيعة (10-20%، تقريبا 170-340 مليون نسمة). الإسلام هو الدين السائد في آسيا الوسطى، إندونيسيا، الشرق الأوسط، جنوب آسيا، شمال أفريقيا، الساحل وبعض أجزاء أخرى من آسيا. تحتوي منطقة آسيا والمحيط الهادئ المتنوعة على أكبر عدد من المسلمين في العالم، متجاوزة بذلك الشرق الأوسط وشمال أفريقيا.
حوالي 31% من المسلمين هم من أصل جنوب آسيوي، ولذلك جنوب آسيا تحتوي على أكبر عدد من السكان المسلمين في العالم. في هذه المنطقة، المسلمون هم في الترتيب الثاني من حيث العدد بعد الهندوس، حيث المسلمون هم الأغلبية في باكستان وبنغلاديش، ولكن ليس الهند.
تمتلك مختلف البلدان ذات اللغات الأفريقية الآسيوية (بما في ذلك العربية، الأمازيغية)، والتركية، والفارسية في منطقة الشرق الأوسط وشمال أفريقيا (MENA)، حيث الإسلام هو الدين السائد في جميع الدول عدا إسرائيل، نحو 23% من إجمالي المسلمين.
البلد التي تحتوي على أكبر عدد من السكان المسلمين هو إندونيسيا في جنوب شرق آسيا، والتي تحوي وحدها 13% من المسلمين في العالم. يشكل المسلمون في بلدان جنوب شرق آسيا ثالث أكبر تجمع في العالم من السكان المسلمين. في دول أرخبيل الملايو المسلمون هم الأغلبية في كل بلد باستثناء سنغافورة، الفلبين وتيمور الشرقية.
حوالي 15% من المسلمين يقيمون في أفريقيا جنوب الصحراء الكبرى، وتوجد مجتمعات إسلامية كبيرة في الأمريكتين، القوقاز، الصين، أوروبا، الفلبين وروسيا.
تستضيف أوروبا الغربية العديد من المهاجرين المسلمين في المجتمعات حيث يعتبر الإسلام هو ثاني أكبر ديانة بعد المسيحية، حيث يمثل 6% من مجموع السكان أو نحو 24 مليون نسمة. التحول إلى الإسلام والجاليات المهاجرة الإسلامية توجد في كل جزء تقريبا من العالم.

## القارات

### الجدول
| المنطقة                                  | المسلمون                | Muslim percentage (%) of total population | Percentage (%) of World Muslim population |
| ---------------------------------------- | ----------------------- | ----------------------------------------- | ----------------------------------------- |
| آسيا                                     | 1,200,000,000           | 24.3                                      | 66.7                                      |
| الإسلام في وسط آسيا                      | 54,000,000              | 81                                        | 3.0                                       |
| الإسلام في جنوب آسيا                     | 600,000,000             | 31.4                                      | 30.6                                      |
| الإسلام في جنوب شرق آسيا                 | 240,000,000             | 40                                        | 13.3                                      |
| شرق آسيا                                 | 50,000,000              | 3.1                                       | 2.8                                       |
| الدين في الشرق الأوسط-الإسلام في أفريقيا | 315,322,000–488,603,838 | 91.2                                      | 27.1                                      |
| الإسلام في أفريقيا                       | 550,000,000             | 47                                        | 30.6                                      |
| الإسلام في أفريقيا                       | 283,302,393             | 29.6                                      | 15.7                                      |
| الإسلام في أمريكا الشمالية               | 3,500,000–7,000,000     | 1.0                                       | 0.4                                       |
| الدين في أمريكا الجنوبية                 | 791,000                 | 0.2                                       | 0.04                                      |
| الإسلام في أوروبا                        | 44,138,000              | 6.0                                       | 2.7                                       |
| الإسلام في أوقيانوسيا                    | 650,000                 | 1.6                                       | 0.04                                      |
| العالم                                   | 1,800,000,000           | 24.1                                      | 100                                       |